# 斯里蘭卡經濟危機
斯里蘭卡經濟危機是斯里兰卡在2019年开始的持续危机。这是该国自1948年独立以来最严重的经济危机。它导致了前所未有的通货膨胀，外汇储备几乎耗尽，医疗用品短缺和基本商品价格上涨。这场危机是多种复合因素导致的，如货币创造、全国性的转向有机或生物农业的政策、債務陷阱、2019年斯里兰卡连环爆炸以及2019冠狀病毒病疫情、2022年俄羅斯入侵烏克蘭的影响。
斯里兰卡已被指定为主权违约，截至2022年3月，剩余的19亿美元外汇储备将不足以支付该国2022年的外债义务，有40亿美元需要偿还。彭博社报道说，斯里兰卡在2022年共有86亿美元的还款到期，包括本地债务和外债。2022年4月，斯里兰卡政府宣布违约，这是自1948年独立以来斯里兰卡史上第一次主权违约，也是亚太地区在21世纪第一个进入主权违约的国家。

## 背景
斯里蘭卡經濟危機由多重背景因素所造成。

### 外匯儲備耗盡與巨額外債
斯里蘭卡長年為貿易逆差國家，多數必需品須依靠進口，包括糖、豆類和穀物、石油、醫療用品、藥品等。

斯国2010-2020年的出口额（蓝）、进口额（粉）与财政收支（红）

斯里蘭卡於2022年需要償還約69億美元的債務，但截至2月底，該國外匯存底僅約23億美元，不足以償還所有外債，欠債嚴重。 同時，由於該國缺乏外匯儲備來支付進口費用，斯里蘭卡高度依賴糖、豆類和穀物等必需品進口，此加劇了經濟崩潰。總統戈塔巴雅·拉賈帕克薩表示，斯里蘭卡今年可能面臨100億美元的貿易逆差。
据法国国际广播电台报道，截至2021年4月，斯里兰卡总额近350亿美元的外债中，约50%来自欧美，10%来自中国。但据估计，中国对该国的实际贷款金额可能远不止于此。

### 債務陷阱
许多观察家认为中國進出口銀行為推進「一帶一路」及建設漢班托塔國際港口和馬塔拉拉賈帕克薩國際機場，向斯里蘭卡提供貸款，這些貸款最終被證明是無利可圖的白象，是債務陷阱外交的例子。2007年，中國國有企業中國港灣工程公司和中國水電集團公司以3.61億美元受僱建設港口，並以 6.3% 的年利率為該項目的 85% 提供資金。 在該項目開始虧損並且斯里蘭卡的償債負擔增加之後，其政府決定將該項目以 99 年的租期租給國有的招商局以換取現金。 這引起了美國、日本和印度的擔憂，即該港口可能被用作中國海軍基地以遏制該國的地緣政治對手，而中國政府可能會取消該項目。
然而債務陷阱外交理論的批評者指出，漢班托塔港項目是由斯里蘭卡總統而不是北京提出的，雖然它被租給了一家中國公司，但中國海軍艦艇不得使用該港口。這筆貸款不是債轉資產，斯里蘭卡仍需償還債務。斯里蘭卡利用11億美元的租約償還其他債權人的債務並增加外匯儲備。
布拉瑪·切拉尼指出，中國在馬欣達·拉賈帕克薩擔任總統期間獲得了相當大的外交影響力，並擴大了在斯里蘭卡的足跡。新政府上台時，斯里蘭卡處於“違約邊緣”，新政府別無選擇，只能“轉身再次擁抱中國”。切拉尼將漢班托塔港描述為對中國具有長期價值的具有戰略意義的自然資產，它缺乏短期商業可行性。 有研究认为，中國不評估借款人的信譽，即使貸款會使借款人陷入債務困境，中國也會放貸。 
2022年1月，戈塔巴亞·拉賈帕克薩總統辦公室在與中國外交部長王毅的會談中表示，將呼籲中國重新安排債務負擔。 截至2022年3月，中國尚未做出官方回應。7月14日，中國外交部指出，非洲國家的外債數據證明「中國債務陷阱」是假訊息，西方銀行資產管理公司和石油交易商的責任要大得多。

### 2019年斯里蘭卡连环爆炸
斯里蘭卡的經濟重度依賴旅遊業，其約佔斯里蘭卡國內生產總值（GDP）的 5%，其中英國、印度和中國是主要市場。發生在2019年4月21日復活主日的连环爆炸事件，以及接下來數日斯里蘭卡國內多宗爆炸和炸彈恐嚇，令國內出現恐慌，海外觀光客在事件后两个月内下降50%。觀光收入從當時起減少，大大打擊國家整體經濟收益。

### 2019冠狀病毒病疫情
2019冠状病毒病疫情蔓延全球，隨著疫情影響，斯里蘭卡海外旅客數目更加的減少，每年損失了約 40 億美元的旅遊業外匯流入。同時，因疫情影響，全球對茶葉和橡膠需求下降，其的出口也隨之減少，進一步影響該國外匯儲備。2020當年，GDP下降了3.6%，經常賬戶赤字佔 GDP 的 7.9%，財政赤字攀升至 11.1%。

### 2022年俄烏戰爭
俄羅斯和烏克蘭兩國旅客對斯里蘭卡的外匯儲備相當重要。兩國分別是斯里蘭卡2022年第一和第三大的旅遊市場，單是1月份就有約2萬名俄烏公民前往旅遊，佔遊客總數的四分之一以上，而俄羅斯更是茶葉出口的第二大市場。 同時，由於俄烏戰事的開始，威脅全球小麥穩定供應，推高了石油、小麥、原油、葵花油和許多其他商品的國際價格，其中原油價格創下14年來的歷史新高，價格最高飆升至每桶125美元以上。

### 經濟政策失誤
2019年11月，總統戈塔巴雅·拉賈帕克薩宣佈全面減稅，將增值稅從 15% 降至 8%，並取消了其他七項稅收，包括企業支付的 2% 的國家建築稅，但隨後COVID-19疫情的爆發，導致無法發揮預期的經濟提振效果。該國以印鈔方式償還國內貸款和外國債券，使斯里蘭卡通貨膨脹嚴重，2021年12月通膨年漲12.1%，是2009年1月以來的最高水平，打破12年來保持個位數通膨的紀錄。，到2022年3月，與上年同期相比的通膨率已經提高到21.5%，斯里蘭卡於2020年的信用評級亦被下調，導致斯里蘭卡難以進入國際金融市場。政府亦開始動用外匯儲備，以償還債務。這導致外匯儲備從2019年11月的 75億美元，跌至2022年1月的23.61億美元，不足以支應一個月的外匯開支。
其後，斯里蘭卡政府於 2021 年4月29日決定禁止進口化肥和任何其他農用化學品，以使農業 100% 有機化。此舉旨在減輕外匯儲備壓力。總統表示，此舉將有助於節省大約2億美元的進口農用化學品，農業界擔心這種劇烈的政策轉變可能導致農產量急劇下降，單位成本增加，引發糧食危機甚至需要增加進口糧食。推出政策後，農業產量下降，政府於11月表示，將解除部分禁令。根據《第一郵報》引述康提的佩拉德尼亞大學土壤肥力和植物營養學教授 Saman Dharmakeerthi 的說法，該禁令已導致產量下降 25%，胡椒、肉桂和蔬菜的產量下降了30%，進一步打擊國內經濟。產量的下降促使政府在大米和其他主食方面更加依賴外國，反而增加了進口開支。
在總統戈塔巴亞·拉賈帕克薩推行的經濟政策下，該國的外國直接投資急劇下降。根據政府數據，2020年外國直接投資為5.48億美元，而2019年和2018年分別為7.93億美元和16億美元。

## 影響
2021年，斯里蘭卡政府正式宣布該國發生73年來最嚴重的經濟危機。2021年8月，政府宣布進入糧食緊急狀態。然而，政府否認糧食短缺。斯里蘭卡能源部長烏達亞·甘曼皮拉承認危機可能導致金融災難。4月5日，41名議員離開執政聯盟，導致執政聯盟失去議會多數席位。

### 能源危機
由於短缺，經濟危機導致電力、燃料和燃氣消耗量下降。財政部長巴西爾·拉賈帕克薩敦促政府在2022年3月底之前關閉所有路燈，以節省電力。近千家麵包店因烹飪用氣短缺而關閉。加油站排起長隊。油價飆升又進一步加劇了燃料短缺。
為了節約能源，斯里蘭卡每天都有停電。2022年3月22日，政府下令軍隊在各個加油站和加油站派駐士兵。至少四人因疲勞和暴力而死亡。整個2022年3月，每天停電7小時，月底增加到10小時，4月初又增至15小時。
由於紙張短缺，日報停止了印刷。斯里蘭卡的水力發電也受到了影響。2022年6月28日，斯里蘭卡政府暫停向非必要車輛銷售燃料。只有公共汽車、火車和用於醫療服務和運輸食物的車輛才能加滿燃料。

#### 停電
政府於2022年3月30日宣佈全國每天停電 13 小時（除當地4月新年期間）。自3月初以來，該國已一直處於嚴格的電力配給狀態，該國主要電力企業表示，由於沒有石油，無法為火力發電機供電，因此早前將停電時間從7小時提高到10小時。當地商店因缺電，而無法營運，當地司機告訴有线电视新闻网時表示，燃料配給過少，無法維持生計。

### 通膨
當地通膨持續。2022年2月，通脹率17.5%。食品同比通脹率24.7%，而非食品通脹率11%。當地紅辣椒同比變化（2021年2月至2022年2月）增加了60%，土豆增加了74.8%，大米增加了64%。
根據政府人口普查局公佈的數據，4月份整體通脹率從3月份的18.7%升至29.8%，食品通脹率則從3月份的30.21%上升到4月份的46.6%，反映大多數食品價格上漲。早前，政府決定在3月份用完美元後，決定讓盧比浮動，以捍衛釘住匯率，這使其貨幣貶值了60%以上，與美元的匯率從先前約200：1，貶值到2022年5月時的360：1。 根據5月23日公佈的政府數據，斯里蘭卡4月份的年度通貨膨脹率從3月份的21.5%升至創紀錄的33.8%。

### 出口
受到化肥禁令導致產量降低的影響，斯里蘭卡的茶葉出口量創 23 年來最低，2022 年第一季度茶葉出口量跌至 6,370 萬公斤，低於去年 1－3 月期間的 6,980 萬公斤，創下自 1999 年第一季度以來的最低值。
服裝製造業是斯里蘭卡的第二大外匯收入來源，斯里蘭卡每年向全球市場出口價值 54.2 億美元的服裝，但由於油電中斷以及美元短缺，使當地很多工廠未能完成訂單，大大打擊其生存和競爭空間，尤其是出口型廠商。

### 必需品
斯里蘭卡外匯儲備進一步下降和受壓。截至3月底，斯里蘭卡的外匯儲備僅餘19.3億美元，今年預計到期的外債償付支出約40億美元，其中包括7月到期規模10億美元的國際主權債券。此令斯里蘭卡無法支付重要的進口費用，導致食物、救生藥物、能源、水泥等各方面的物品均嚴重短缺。許多基本必需品已改為配給。

#### 藥品短缺
由於斯里蘭卡的製藥業嚴重依賴進口，其中約85%的藥品需求來自國外，加上長時間的停電，令醫療機構難以順利運作，並造成藥品短缺。

### 教育
斯里蘭卡教育局於2022年3月19日對外公告，由於國內紙張短缺，原定4月21日起將進行一周的學校考試將無限期延後。有該國官員表示，目前斯里蘭卡境內的紙張與印刷用墨水已經告罄，而政府又沒有美元可以對外購買，所以只能取消考試。由於這次的考試涉及到學生是否能夠前往下個年級就讀，預計影響超過300萬名學生，佔整體450萬學生中的66%。
在海外的斯里蘭卡留學生也因經濟危機不斷惡化而無法支付學費，其中一些在加拿大的留學生表示因無法支付學費而被迫放棄課程，準備打包回國。此外，由於斯里蘭卡盧比受通脹影響，貨幣價值達到歷史性新低，斯里蘭卡中央銀行限制資金向外流出，使家人難以向留學生提供在海外留學及生活的費用。

### 旅遊
2022年3月，英國和加拿大警告其旅客注意斯里蘭卡當前經濟形勢。

### 外交關係
2022年1月，斯里蘭卡駐尼日利亞高級專員公署和斯里蘭卡駐德國、塞浦路斯領事館因外匯儲備不足暫時關閉。2022年3月，斯里蘭卡駐伊拉克、挪威大使館及其駐澳大利亞領事館也因缺乏外匯儲備而關閉。

## 過程及反應

### 4月前
2022年1月，斯里蘭卡宣布排除向國際貨幣基金組織（IMF）申請紓困金，打算向中國等國借貸更多資金，來解決日益惡化的經濟危機。國際信評機構標準普爾隨即調降其主權信用評級，標普表示，信評調降是反映斯里蘭卡維持外匯存底的能力惡化，以及主權信用違約的風險升高。

2022年4月1日，數百名示威者包圍總統府，對著維安部隊不斷叫囂，並縱火焚燒軍用巴士。同時，另一處，亦有一群民眾和平舉牌抗議，不滿該國貨幣大幅貶值、缺乏汽油供應以及藥物短缺等。示威浪潮持續不斷，民眾要求拉賈帕薩兄弟下台。
2022年4月1日，鑑於該國發生了數十年來最嚴重的經濟危機，包括境內食物、燃料等必需品嚴重短缺、物價飆漲、斷電等問題，而引發該國各地示威抗議和暴力衝突，總統戈塔巴亞·拉賈帕克薩宣佈全國進入公共緊急狀態。網絡監管組織NetBlocks表示，斯里蘭卡已在全國範圍內對社交媒體實施封鎖，限制到訪多個社交平台，包括 Twitter、Facebook、WhatsApp、YouTube 和 Instagram。 斯里蘭卡人權委員會裁定該禁令是非法的，這些平台被解鎖，部分互聯網審查在15小時後結束。
2022年4月4日，政府宣佈除了總統戈塔巴亞·拉賈帕克薩與其胞兄、現任總理馬欣達（Mahinda Rajapaksa）之外，內閣所有26名部長均宣佈請辭。為確保國會及其他工作可以合法進行，總統先委任四名內閣成員，其中司法部長阿里薩布里（Ali Sabry）取代忙於處理經濟危機巴西爾·拉賈帕克薩（Basil Rajapaksa）（即總統戈塔巴亞·拉賈帕克薩胞弟）擔任財政部長，外交和教育等三個部門就繼續由原來的部長掌管。總統戈塔巴亞·拉賈帕克薩辦公室發表聲明，邀請國內所有政黨合組聯合政府，共同找出解決國家危機的方案邀請所有在國會擁有議席的政黨，聲明指，必須在民主結構內尋求解決日益加深的危機。不過，有政黨就指重組後的新內閣只是舊酒新瓶，認為應該舉行大選，讓選民自己選出新的領導人。斯里蘭卡反對黨拒絕總統有關加入內閣的邀請，主要反對派聯盟團結人民力量表示永遠不會與「腐敗」且由戈塔巴亞·拉賈帕克薩領導的政府組成新政府。
此外，斯里蘭卡證券交易所的交易亦於當日（4月4日）早上被關閉，央行行長阿吉斯·卡布拉爾（Ajith Cabraal）宣布辭職。
總統戈塔巴亞·拉賈帕克薩已重新任命4名請辭成員，其中前外交部長、教育部長及公路部長重返原本崗位，而原本由拉賈帕沙家族成員擔任的財政部長職位，則由前司法部長阿里薩布里（Ali Sabry）頂替。但他上任一日後就在4月5日宣布辭職，並在辭職信中指行為符合國家最大利益。
斯里蘭卡自由黨（Sri Lanka Freedom Party）領袖Maithripala Sirisen指，國內燃料等必需品正短缺，缺乏藥物更令醫院瀕臨關閉。
4月5日，聯合國人權事務高級專員發言人利茲·斯羅塞爾（Liz Throssell）於當天的新聞發布會上發表講話，對斯里蘭卡的官方回應表示擔憂。她指，政府在宵禁、社交媒體封鎖和警察在驅散抗議活動方面的行動，可能會阻止人們表達他們的不滿，並表示這些措施「不應被用來壓制異議或阻礙和平抗議」，聯合國正在「密切」關注，且警告不要「轉向軍事化和削弱斯里蘭卡的制度制衡」。
截止2022年4月5日，最少有41名議員退出執政聯盟，成為獨立議員。脫離數目之多令戈塔巴亞·拉賈帕克薩政府無法在國會中，擁有少於113席成為多數黨地位，正式成為少數黨政府。 當日，斯里蘭卡國會召開會議，是自實施緊急狀態以來首次召開會議，在大批議員倒戈下，總統戈塔巴亞·拉賈帕克薩當晚宣布撤銷緊急狀態令。
斯里蘭卡政府正尋求國際貨幣基金（IMF）、印度、中國大陸等的援助。印度透過提高信用額度，提供斯里蘭卡10億美元資助；中國大陸方面，駐斯里蘭卡大使戚振宏於3月25日表示，應斯里蘭卡政府請求，決定向斯里蘭卡提供緊急糧食援助，其亦正考慮提供該國25億美元紓困，包括10億美元貸款和15億美元信貸額度；國際貨幣基金組織（IMF）於3月31日表示，將在未來幾天與斯里蘭卡當局就可能的貸款計劃展開討論，4月5日IMF表示十分密切地注視斯里蘭卡的政治和經濟發展。 早前，3月24日和3月31日，《路透社》引述兩位知情人士，指斯里蘭卡今年必須償還約 40 億美元的債務，在加入國際貨幣基金組織的一項救助計劃外，也將尋求世界銀行的援助，以尋求財政支持；世界銀行在回覆《路透社》時表示，目前尚未與斯里蘭卡就提供經濟支持進行談判，其表示：「我們正在與當局接觸，以確定確保可持續增長所需的全面結構改革計劃，以及未來可能圍繞該計劃提供此類支持。」
4月6日，鑑於斯里蘭卡持續的經濟危機和動盪，美國在其最新的旅行建議中，警告其公民不要前往斯里蘭卡，或重新考慮前往斯里蘭卡。
抗議活動引起了世界各地的關注，斯里蘭卡多地僑民走上街頭，包括美國、澳洲和新西蘭，表達對經濟危機的關注和抗議。其中，身在新西蘭的斯里蘭卡人發起聯署請願，呼籲新西蘭政府譴責斯里蘭卡領導層，抗議斯里蘭卡政府應對經濟危機不力。新西蘭外交部長納奈亞·馬胡塔（Nanaia Mahuta）雖未有作出譴責，但說：「新西蘭堅決維護民主價值觀和制度，包括言論自由和和平抗議的權利。」同時指，新西蘭正密切關注斯里蘭卡經濟發展、政治和安全局勢，並鼓勵各方繼續努力尋求和平解決方案。
4月8日，斯里蘭卡中央銀行 (CBSL) 貨幣委員會將其常設借貸便利 (LKSLFR=ECI)提高至 14.50%，將其常設存款便利提高至 13.50%。
4月10日，斯里蘭卡醫學協會（Sri Lanka Medical Association，SLMA）發表聲明，警告救命醫藥瀕於告罄，國家經濟危機帶給民眾的生命威脅，更甚於新型冠狀病毒肺炎疫情。
4月12日，斯里蘭卡中央銀行宣布暫時暫停償還所有外債，以應對國內經濟危機。
4月13日，總理辦公室發出聲明，指若示威者準備好，就化解當下挑戰的政府提議作討論，則會邀請示威者代表對話。同時，國會反對派聯盟表示會給予總理及總統一周時間下台，其後會提出不信任動議，又指反對派已取得足夠人數通過表決。
同日（4月13日）， 國際評級機構惠譽在「垃圾級」範圍內進一步下調，將斯里蘭卡的長期外幣評級由CC下調至C，比違約高一級，並表示該國暫停外債償付的決定啟動了主權違約程序。
4月15日， 國有航空公司斯里蘭卡航空準備租賃21架飛機的計劃，引起反對黨批評及民眾反對，認為航空公司漠視國家正處於的破產危機，斯里蘭卡航空董事長Asoka Pathirage則表示，公司正在尋找第一輪的21架飛機作租賃，作為2022-2025年商業計劃的一部分，以更換淘汰現有機隊的飛機，並指：「我們只關注市場的可用性，斯里蘭卡航空將為這些租賃提供資金，我們不會依賴政府的資金。」
4月16日，斯里蘭卡證券委員會下令科倫坡證券交易所自4月18日起停牌5天，讓投資者有時間消化該國的經濟狀況，並表示，這將符合投資者和其他市場參與者的最大利益。
4月18日，總統戈塔巴亞·拉賈帕克薩擴大了其內閣，任命多17名新部長。 拉賈帕克薩家族中，總統兩名兄弟恰馬爾・拉賈帕克薩（Chamal Rajapaksa）、巴西爾・拉賈帕克薩（Basil Rajapaksa），以及總理馬欣達之子、青年與體育部長納馬勒（Namal Rajapaksa）皆從他們原來所任的內閣要職中退下來，而總統辦公室表示，其應更早向國際貨幣基金組織商討援助計劃，並承認早前有關不向農民提供化肥的決定亦是錯誤的，指政府已採取措施恢復該做法。
同日（4月18日），國際信評機構穆迪將斯里蘭卡的債務評級從Caa2下調至Ca，理由是其外債支付暫停。
同時（4月18日），斯里蘭卡財政部長阿里薩布里（Ali Sabry）率領的代表團於在華盛頓特區與國際貨幣基金組織開始正式會談，政府希望相關計劃將有助增加儲備以及吸引過渡性融資，以支付必要的燃料、食品和藥物。
4月18日，斯里蘭卡反對黨議員Harsha de Silva表示，反對黨將對政府進行不信任投票，並要求總統廢除廢除第 20 號修正案，以撤銷修正案賦予總統的權力。
4月19日，財政部長的助理Shamir Zavahir表示，政府外交部長要求提供快速融資工具（RFI）以緩解當前的供應鏈問題，但最初國際貨幣基金組織認為斯里蘭卡不符合他們的標準，但他亦指，國際貨幣基金組織「似乎積極」提供延期基金貸款，即一種最長可達四年、還款期限更容易、還款期限更長的貸款，他希望可以幫助斯里蘭卡在短期內穩定局勢，直到長期解決方案生效。
4月20日，國際貨幣基金組織斯里蘭卡代表團團長野崎雅弘（Masahiro Nozaki）指，國際貨幣基金組織對斯里蘭卡發生的經濟危機表示關注，同時指，國際貨幣基金組織總裁克里斯塔利娜·格奧爾基耶娃於4月19日與斯里蘭卡代表團討論了貸款方案和政策計劃，有關斯里蘭卡向國際貨幣基金組織貸款的具體設計，包括計劃之目標和條件，將通過政府和國際貨幣基金組織工作人員之間的廣泛討論達成一致，以解決斯里蘭卡嚴重的國際收支問題，並使經濟儘早回到可持續增長的道路上。
同日（4月20日），反對黨領袖薩茲·普里馬達沙指，反對黨對贏得足夠多的選票，以推翻由戈塔巴亞·拉賈帕克薩總統任命的政府，表示「謹慎樂觀」。
斯里蘭卡外交部長G·L·佩里斯表示，國際貨幣基金組織的援助將需要大約六個月的時間，才能分批提供給斯里蘭卡，並指在此期間，斯里蘭卡需要找到資金來為國民提供必需品。同時，他指，孟加拉國還可同意推遲償還 4.5 億美元的互換協議，此外亦向日本、阿拉伯聯合酋長國、阿曼和卡塔爾尋求援助。
4月23日，國際貨幣基金組織在其聲明中表示，雙方的會談「富有成果」，其討論過的議題，包括斯里蘭卡採取值得信賴及具連貫性戰略的需要，以恢復國家宏觀經濟穩定，並在當前危機期間，加強社會安全網，保障貧困人士與弱勢群體。該組織的斯里蘭卡代表團長野崎雅弘指，歡迎斯里蘭卡當局計劃與債權人，展開合作對話。
而世界銀行表示，將準備一項緊急援助計劃，將借助其現有的資助項目，重新利用資金，迅速為學童提供藥品、膳食，並為貧困和弱勢家庭提供現金轉移，同時表示對斯里蘭卡的局勢「深表關切」。
4月25日，斯里蘭卡自停市兩週後首次開盤，但開市後股市暴跌，其藍籌股指數下跌12.6%，跌幅超過當地全日停市機制所限的10%，致開市僅32分鐘，當日剩餘時間停市。
4月26日，國際貨幣基金組織敦促斯里蘭卡收緊貨幣政策以控制通脹，以及提高其稅收以解決債務問題。
同日（4月26日）， 斯里蘭卡政府表示，當局會批出「黃金簽證」，根據黃金天堂簽證計劃，在當地存入至少10萬美元的外國人，將獲准在斯里蘭卡生活和工作 10 年，政府亦會向任何花費至少75,000美元來購買公寓的外國人，發放五年簽證，以紓緩經濟危機。
4月28日，斯里蘭卡中央銀行發佈公告，表示尋求外幣捐款以克服當前的社會、經濟和金融困境，並指會保證所有外幣捐贈將僅用於進口急需的基本物品，如藥品、燃料和食品，此外，當局已委任一個由三名中央銀行高級官員組成的委員會，以確保收據的透明度和捐款的使用。
4月29日，斯里蘭卡總統戈塔巴亞·拉賈帕克薩在總統府與獨立政黨就組建全黨政府進行決定性討論。會前，錫蘭工人代表大會 (CWC) 的領導人Jeevan Thondaman表示，其政黨不會出席，並認為，組建全黨臨時政府只是又一次洗牌的嘗試，不可能有具體的解決方案。及後，前總統邁特里帕拉·西里塞納指，總統戈塔巴亞·拉賈帕克薩已同意組建由新總理領導的全黨派臨時政府，並指，總理將領導一個新內閣。
4月30日，斯里蘭卡反對黨領袖薩茲·普里馬達沙表示，將於下次議會會議時，對總理馬欣達·拉賈帕克薩提出不信任動議。

### 5月
5月1日，錫蘭石油公司（CPC）表示，一艘載有原油的船已抵達斯里蘭卡水域，預計將於下周放行，故目前的煤油短缺問題將在幾天內得到解決。
5月2日，斯里蘭卡電力和能源部長表示，斯里蘭卡已延長2億美元的印度的信貸額度，以採購四批將於5月運抵的緊急燃料庫存。此外，斯里蘭卡正與印度就有關提升信貸額度至5億美元的建議進行談判。
5月4日，斯里蘭卡財政部長阿里·薩布里在國會上表示，該國的可用外滙儲備已跌破5,000萬美元，已達即時危險水平，而外債已達510億美元。
同日，斯里蘭卡政府宣布任命一個內閣小組委員會來研究修改憲法，以滿足人民訴求。另外，政府宣布，將向受該國當前經濟危機受「嚴重影響」的低收入家庭提供3,000至 7,500 盧比的現金津貼。主要反對黨SJB則向議會議長對政府提出不信任動議。
當日，印度外交部接受泰米爾納德邦向斯里蘭卡提供人道主義援助的提議，指政府或指示該州「與印度政府協調，向斯里蘭卡政府供應和分發人道主義救援物資」，並同時指出，泰米爾納德邦提供的援助將與斯里蘭卡政府共享，並在當前情況下適當分配。
5月6日，斯里蘭卡總統宣布從午夜起進入緊急狀態，是五週內第二次。緊急狀態賦予安全部隊擁有廣泛的權力，並可以在沒有司法監督的情況下長期逮捕和拘留嫌疑人，除警察外，它還允許部署部隊來維持法律和秩序。 該措施必須在 14 天內獲得斯里蘭卡議會的批准。反對黨領袖薩茲·普里馬達沙表示，該措施「與尋求任何解決危機的辦法背道而馳」 。
同日，於一次特別會議上，總理馬欣達·拉賈帕克薩向被他的兄弟，即總統戈塔巴雅·拉賈帕克薩要求辭職，以安撫自 3 月以來數千人走上街頭的示威者。
5月8日，斯里蘭卡財政部表示，亞洲基礎設施投資銀行正考慮向斯里蘭卡提供1億美元的緊急支持，並在聲明中表示，已要求該銀行為國有銀行提供外匯流動性支持。
5月9日，斯里蘭卡爆發致命衝突，造成多人死傷。總理馬欣達·拉賈帕克薩向總統提交了辭職信，並指，「多名利益相關者表示，當前危機的最佳解決方案是組建臨時全黨政府。因此，我已提出辭職，以便可以根據憲法採取下一步行動」。
5月11日，斯里蘭卡中央銀行行長南達拉爾·威拉辛哈表示，除非兩天內任命一個新政府恢復政治穩定，否則斯里蘭卡經濟將完全崩潰至無法挽回。他指出，新一波暴力事件破壞了銀行復蘇計劃，總理周一辭職和沒有替代者令情况變得複雜。他強調，政治穩定對實施旨在解決國家債務危機和外匯嚴重短缺的經濟改革至關重要，若兩天內沒有新政府上台，國家經濟在一至兩周內會完全崩潰，無人能挽救。威拉辛格稱，若不即時採取行動組建新政府，他會辭職。
5月12日，斯里蘭卡法院禁止前總理馬欣達·拉賈帕克薩、他的兒子納茅·拉賈帕克薩和15名盟友因對反政府示威者的暴力行為而離開該國。
同日，斯里蘭卡反對黨領袖薩茲·普里馬達沙向總統戈塔巴亞·拉賈帕克薩寫了一封公開信，稱他已準備好就任總理一職。
同日晚，總統戈塔巴亞·拉賈帕克薩任命拉尼爾·維克勒馬辛哈，成為新一任總理。
5月13日，斯里蘭卡主要反對黨與反政府抗議者均稱，拒絕任命新總理，並堅持要求總統辭職，為該國災難性的經濟危機負責。 新總理與代表印度、日本、美國和中國的外國使節舉行了會談。印度印度駐科倫坡高級專員公署指「討論了通過民主進程為斯里蘭卡的經濟復甦和穩定繼續開展合作」。新總理還與能源部官員舉行了緊急會議，討論困擾該島數月的長期燃料短缺問題。
同日，斯里蘭卡電力監管機構表示，由於沒有燃料可用於火力發電，本周平均每天停電五個半小時。
5月14日，斯里蘭卡總統宣誓任命四位新內閣部長，以組成一個完整的內閣，而四位部長都屬於總統所屬政黨。
5月16日，新任總理拉尼爾·維克勒馬辛哈在向全國發表的講話中表示，當地只有一天的汽油庫存，斯里蘭卡幾日內迫切需要7,500萬美元的外匯來支付必需品進口， 他補充說，透過利用與印度的信用額度，汽油和柴油的運輸可在未來幾天內提供燃料供應。他表示，中央銀行將不得不印鈔來支付政府工資。並指，國有的斯里蘭卡航空公司可能會被私有化。 
5月17日，當地石油用盡的當天，有當地居民向英国广播公司(BBC)表示，大部分加油站都已關閉，其居住於首都以外的朋友不得不等待更長的時間，以獲得燃料。
5月19日，中央銀行行長表示，受惠於世界銀行的1.3億美元和在海外工作的斯里蘭卡人匯回國內的外幣匯款，相關金額已經釋放了足夠的美元來支付燃料和燃氣運輸，並指當局已經開始進行談判以獲得過渡性融資，以確保為進口必需品提供資金所需的外匯，並加強國家的社會安全網計劃。
同日，斯里蘭卡出現獨立以來首次主權債務違約，當局有兩筆境外債務需要在今年4月18日支付合共7,800萬美元的利息，這兩筆利息償還的30日寬限期已經屆滿，斯里蘭卡正式確認債務違約。
當日，斯里蘭卡當局關閉了學校，並要求公職人員不要拼命上班，為在該國幾十年來最嚴重的經濟危機中預計將持續數天的嚴重燃料短缺做準備。
當日，鑑於目前全國各地的燃料短缺和交通設施問題，當局要求除那些維持基本服務的公職人員外，其他公職人員不要上班，學校亦要關閉停課。
5月24日， 斯里蘭卡提高燃料價格，以維持公共財政，電力和能源部長Kanchana Wijesekera表示，汽油價格將上漲20-24%，而柴油價格將立即上漲 35-38%。而每名消費者每日的購買限額將繼續維持。
5月25日，總理拉尼爾·維克勒馬辛哈表示，斯里蘭卡將把預算支出削減到「基本」水平，並希望到2025年實現收支平衡或實現佔國內生產總值1%的基本盈餘。
5月26日，斯里蘭卡正在尋求與國際貨幣基金組織的快速談判，並在6月中旬之前就貸款達成協議，以便它可以與其他貸方聯繫以獲取急需的資金；當局亦指政府正考慮「所有增加收入的選擇」，但拒絕作詳細說明。
5月27日，斯里蘭卡總理拉尼爾·維克勒馬辛哈接受《金融時報》時表示，中國已向斯里蘭卡提供「幾億美元」貸款，以幫助緩解這個受危機影響的國家的基本商品短缺問題表示，他希望最終敲定中國的貸款，因為斯里蘭卡政府正在就國際貨幣基金組織的救助計劃進行談判，尋求緊急援助以維持其經濟發展，並指「它仍將幫助我們獲得基本的消費品、化肥。……財政部正在就其中一些項目進行討論」。但與北京當局就額外貸款進行的談判還處於早期階段。
5月28日，斯里蘭卡能源部長Kanchana Wijesekera表示，斯里蘭卡將支付7,260萬美元購買在科倫坡港口停靠數週的9萬噸俄羅斯石油，以為當地重啟其唯一（煉油廠自3月25日以來就已關閉），解決嚴重的能源危機。他同時估計，斯里蘭卡將需要 5.68億美元來支付6月份所需十幾個燃料運輸之費用。
根據政府數據，2022年前五個月，斯里蘭卡共簽發了288,645本護照，而去年同期為91,331本。現在簽發一本新護照需要約一個月時間。官員表示，雖然已經將每日的簽發量提升兩倍，但每天至少有3千人提交申請表格，又說從未見過如此需求 。民眾從全國各地蜂擁而至，排隊好幾天、在戶外過夜，希望能出國工作。

### 6月
6月1日，《金融時報》引述斯里蘭卡糧食事務專員J Krishnamoorthy指，其部門已經聯繫南盟，請求其管理的食物銀行提供食物援助，並剛開始申請程序，期望可以得到約10萬噸食物，作為捐贈或補貼銷售之用。
6月5日，當地媒體指，農業部長Mahinda Amaraweera早前在高級專員公署會見了印度高級專員，並尋求印度在糧食安全和環境保護方面的幫印度駐斯里蘭卡高級專員Gopal Baglay表示，印度政府將全力支持斯里蘭卡解決該國農業部門的問題。會談中提及印度上月承諾的65,000公噸尿素，高級專員指出，印度總理納倫德拉·莫迪已批准尿素寄售捐贈，該捐贈將從位於阿曼的原產地直接運往斯里蘭卡，該高級專員並保證斯里蘭卡將盡快收到這批貨物。
6月14日，斯里蘭卡政府宣布，公務員將在未來3個月內，每逢週五帶薪休假，讓他們有時間種植自己的農作物，但4天工作制不適用於在醫院和港口工作的「必要性服務」人員，也不適用於電力和水利部門的工作人員，並表示，此「縮短工作天數也有利於受到停電、交通中斷等問題影響的勞工」。 
6月22日， 斯里蘭卡總理兼財長拉尼爾·維克勒馬辛哈向國會表示，斯里蘭卡需要中國、印度和日本三個歷史盟友的支持，計劃與三國召開會議，磋商解決經濟危機的辦法，同時也將尋求來自美國的協助。
6月25日， 斯里蘭卡能源部長Kanchana Wijesekera表示燃料儲備僅能滿足不足兩天的需求，目前儲備需要保留用於基本服務，他為這種情況致歉。
6月26日，斯里蘭卡能源部長表示，在5月購買9萬噸西伯利亞原油之後， 能源部長和另一位部長將分別到卡塔爾和俄羅斯，希望透過優惠條款購買石油，解決國內的能源危機。
6月27日，當局宣布，禁止私人車輛購買汽油及柴油至7月10日。未來兩周僅有巴士、火車、醫療服務車輛及運送糧食用的貨車可入油。
6月30日，國際貨幣基金組織早前（6月20日）派遣特別小組前往可倫坡討論紓困事宜，在與斯里蘭卡官員進行了10天的會談，30日結束行程，並表示，其與斯里蘭卡的會談「具有建設性」，指：「討論將繼續進行，以望在短期內就擴展基金安排 (EFF) 安排達成工作人員級別的協議。」
迄5月末為止，印度當局記錄了28個斯里蘭卡家庭，即85人，乘船抵達泰米爾納德邦南部。

### 7月
7月6日，斯里蘭卡總理拉尼爾·維克勒馬辛哈對國會宣告，斯里蘭卡已經破產，預料當地糧食、燃料和藥品嚴重短缺的情況會持續下去，並指該國於2023年仍將面臨困難。同日，斯里蘭卡總統戈塔巴雅·拉賈帕克薩向俄羅斯總統普京求助，希望莫斯科幫助這個現金短缺的印度洋島國進口燃料。英國政府則警告公民非必要切勿前往斯里蘭卡，指當地受當前經濟危機影響，以及當地短時間內可能發生示威、暴力騷亂、電力中斷等。
同日，世界糧食計劃署就斯里蘭卡經濟危機發表報告，指當地2022年6月的食品通脹率高達57.4%，令人震驚，食品價格的急劇上漲削弱了人們提供充足營養食品之能力。
7月7日，斯里蘭卡央行將其常設貸款便利利率(LKSLFR=ECI)上調100個基點至15.50%，而常設存款便利利率(LKSDFR=ECI)同樣上調至14.50%，為自2001年8月以來的最高水平，稱必須阻止通脹失控，以免讓已經陷入危機且正在萎縮的經濟帶來更深的痛苦。央行行長P. Nandalal Weerasinghe表示通脹可能高達 70%，促使央行提高利率以應對物價上漲，並表示「 中央銀行最關注的，首要是解決通脹問題，和避免通脹預期繼續上升，盡快將通脹率降至合理水平，越快越好」。自今年年初以来，该国央行已经加息850个基点。
7月9日，斯里蘭卡總理拉尼爾·維克勒馬辛哈召集各黨派領導人召開緊急會議，討論目前正在戈塔巴雅·拉賈帕克薩的總統官邸發展的動盪局勢，當日較早時有數百名抗議者闖進該官邸要求他辭職。同日，斯里蘭卡總統和總理同意辭職。總理拉尼爾·維克勒馬辛哈表示，為了確保政府的繼續存在，包括所有公民的安全，我今天接受黨領導人的最佳建議，為全黨政府讓路」，「為促成此事，我將辭去總理一職」，一旦新政府就位，他將卸任；數小時後，議會議長表示，已逃離首都的總統戈塔巴雅·拉賈帕克薩將於週三（7月13日）下台，7月13日凌晨，即將辭職的總統與親眷搭軍機逃往馬爾地夫。
7月13日，戈塔巴雅·拉賈帕克薩授權總理拉尼爾·維克勒馬辛哈暫代總統職務，總理維克勒馬辛哈以代總統身份宣布，國家進入緊急狀態，並在全國範圍實施宵禁，直至當地周四清晨五時。總理發言人表示：「由於總統不在國內，已宣布緊急狀態以應對國內局勢。」
7月18日，代總統拉尼爾·維克勒馬辛哈與國際貨幣基金組織的紓困協商已進入最後階段，其辦公室發布聲明稱：「代理總統進一步說明，與國際貨幣基金的協商已接近達成協議，和其他國家的援助談判也有進展」。
7月29日，斯里蘭卡政府統計局公佈數據，顯示國內7月通膨率飆升至60.8%，較6月的為54.6%為高，並創下歷年新高，斯里蘭卡政府統計局發表聲明亦指出，食物通膨攀升90.9%，推動可倫坡消費者物價指數大幅升高。

### 8月以後
8月3日，總統拉尼爾·威克瑞米辛赫表示，金融危機已演變成一場嚴重的政治危機，並於新一屆國會開議時指斯里蘭卡面臨近代史上從未面臨過的前所未有局面，並處於極大的危險之中，同時表示，擺脫危機的唯一方法是「我們團結一致共同面對挑戰」，並要求國會中所有政黨加入他的「團結政府」倡議，以走出經濟危機。
8月30日，總統拉尼爾·維克勒馬辛哈提出臨時預算案，政府將在預算中提高稅收並加強社會保障計劃，中期內把公共債務降至GDP的100%以內，以助獲得國際貨幣基金組織的資助，走出嚴重經濟危機。
10月11日，斯里兰卡内阁发言人表示，为了获得国际组织的优惠融资，斯里兰卡内阁已批准将国家的经济地位降级为“低收入国家”的建议。

### 2023年
1月， 斯里蘭卡中央銀行表示，其已敦促中國和印度盡快同意減記其貸款，指盡早提供安全保障符合雙方的利益，無論是債權人，還是債務人。
1月17日，斯里蘭卡政府表示將在2023年將其經常性預算支出削減6%，並已批准一項推遲支付部分公職人員工資之提議，以管理公共財政。
3月7日，斯里蘭卡總統維克勒馬辛哈表示，中國已同意對斯里蘭卡重組債務，意味斯里蘭卡政府將可獲得國際貨幣基金組織的援助資金，掃清最後障礙。 
3月20日，國際貨幣基金組織董事會批准22.86億特別提款權（約30億美元）的48個月的延長貸款安排，其中包括立即支付的约3.33亿美元，以支持斯里蘭卡的經濟政策和改革。
6月1日，斯里蘭卡央行三年來首次降息，表示斯里蘭卡正呈現經濟復甦跡象。